# Cantón de Maignelay-Montigny
El cantón de Maignelay-Montigny era una división administrativa francesa, que estaba situada en el departamento de Oise y la región de Picardía.

## Composición
El cantón estaba formado por veinte comunas:
- Coivrel
- Courcelles-Epayelles
- Crèvecœur-le-Petit
- Domfront
- Dompierre
- Ferrières
- Godenvillers
- Le Frestoy-Vaux
- Léglantiers
- Le Ployron
- Maignelay-Montigny
- Ménévillers
- Méry-la-Bataille
- Montgérain
- Royaucourt
- Sains-Morainvillers
- Saint-Martin-aux-Bois
- Tricot
- Wacquemoulin
- Welles-Pérennes

## Supresión del cantón de Maignelay-Montigny
En aplicación del Decreto n.º 2014-196 de 20 de febrero de 2014, el cantón de Maignelay-Montigny fue suprimido el 22 de marzo de 2015 y sus 20 comunas pasaron a formar parte del nuevo cantón de Estrées-Saint-Denis.